# August Hirt
August Hirt, född 29 april 1898 i Mannheim, död 2 juni 1945 i Schönenbach, var en tysk SS-läkare och SS-Sturmbannführer. Han var professor och styrelseledamot vid universitetet i Strassburg.
Hirt, som förde ett nära samarbete med Ahnenerbe, samlade på skelett från dödade interner i koncentrationslägret Dachau. Tillsammans med sin kollega Bruno Beger lät Hirt 1943 skicka 115 personer, i huvudsak judar, till koncentrationslägret Natzweiler-Struthof, vars kommendant Josef Kramer personligen övervakade massgasningen. Kvarlevorna undersöktes och dissekerades minutiöst.
Efter Strassburgs befrielse i slutet av 1944 flydde Hirt till Tübingen och höll sig gömd. I början av juni 1945 sköt han sig för att undgå rättvisan.

### Webbkällor
- ”August Hirt” (på italienska). Olokaustos.org. Associazione Olokaustos. Arkiverad från originalet den 31 maj 2014. https://www.webcitation.org/6PzFl3dFk?url=http://www.olokaustos.org/bionazi/leaders/hirt.htm. Läst 31 maj 2014.